# Cal Marín
Cal Marín és una obra de Berga protegida com a Bé Cultural d'Interès Local.

## Descripció
Edifici situat al carrer del Roser. Projectat per l'arquitecte Ignasi Maria Colomer el 1913. Es tracta d'un Casa entre mitgeres, amb planta baixa i tres pisos superiors. Originàriament es projectà un habitatge per planta. Té una estructura típica de parets de càrrega, amb decoració de faixes verticals i horitzontals que imiten la pedra. La darrera reforma que s'ha fet ha deixat la pedra al descobert. Entre els pisos de les plantes no s'hi veuen diferències estructurals ni decoratives. Molt diferent és la solució de les golfes, fetes amb totxo i a partir d'una correlació d'arcs de mig punt, que recorden a una estètica historicista i de caràcter industrial. Aquests arcs són una solució arquitectònica molt utilitzada a les obres de l'arquitecte Emili Porta i Galobart.